# Les Humphries
Pour les articles homonymes, voir Humphries.
Les Humphries, nom de scène de John Leslie Humphreys (né le 10 août 1940 à Croydon, mort le 26 décembre 2007 à Basingstoke) est un musicien anglais pop, qui fit carrière en Allemagne avec son groupe, Les Humphries Singers, représentant l'Allemagne au Concours Eurovision de la chanson 1976.

## Biographie
Les Humphries grandit dans une famille modeste. Son père meurt pendant la Seconde Guerre mondiale en 1942 alors que Les avait 2 ans et demi. Après la fin de la guerre, la famille déménage à Alton dans une maison mitoyenne, où Humphries vit jusqu'à sa mort. Humphries prend des cours de piano dès son plus jeune âge et, à 13 ans, il est admis à l'Académie navale de Deal (Kent). Il rejoint ensuite l'orchestre de la Royal Navy. En 1958, il est élu "Meilleur jeune musicien de l'année" sur 5 000 musiciens de la Royal Navy, il obtient l'autorisation de jouer du piano pour la reine-mère au palais de Buckingham. Il quitte la Navy en 1964 avec le grade de Master Band Sergeant.
En 1966, Humphries forme le groupe The Summer Set. En plus de nombreuses apparitions en Angleterre, suivent des apparitions à Hambourg. Dès lors, Humphries prend contact avec les acteurs de la marché de la musique allemande. En 1968, il rejoint le groupe Wonderland d'Achim Reichel en tant qu'organiste. En 1969, il part fonder son propre groupe. Inspiré par les Edwin Hawkins Singers, il fonde le groupe The Les Humphries Singers avec Jimmy Bilsbury au milieu de l'année 1969 ; le groupe connaît un grand succès et produit de nombreux tubes tels que Mama Loo, Mexico et Kansas City.
L'une de ses compositions les plus connues est le générique de la série policière Inspecteur Derrick, lancée le 20 octobre 1974. Le co-auteur, partenaire principal de nombreuses chansons et chanteur solo le plus important du groupe est Jimmy Bilsbury ; Humphries a une relation plutôt difficile et tendue avec lui, comme de graves bagarres après avoir bu de l'alcool.
En 1972, il épouse la chanteuse de schlager Dunja Rajter dans l'église du village d'Undeloh dans la lande de Lunebourg, en Basse-Saxe. Leur fils Danny Leslie Humphries (né en 1974) apparaîtra dans le groupe Glow en tant que chanteur et guitariste. En raison de dettes fiscales, Les Humphries retourne en Angleterre en 1976, divorce la même année et ne revient en Allemagne qu'après l'expiration du délai de prescription.
En 1991, Les Humphries invite son groupe dans le NDR Talk Show à Hambourg. Après ce spectacle, Les Humphries Singers obtiennent un contrat d'enregistrement et font une tournée en Allemagne en 1992 en première partie de Howard Carpendale. Suivent d'autres programmes télévisés tels que Goldene Schlagerparade et Wetten, dass ..?. Mais pendant la tournée, Humphries subit des ecchymoses à la colonne vertébrale lors d'une chute, le groupe continue sans lui.
Plusieurs tentatives de retour échouent. Il passe les dernières années de sa vie très renfermé et n'a plus de contact avec son ex-femme Dunja Rajter et leurs trois enfants. Il fait de nouveau la une des journaux en 1998 lorsqu'il publie son propre avis de décès : il fait semblant d'être son propre frère jumeau au téléphone et signale la mort présumée de son frère. On interroge alors Jürgen Drews qui croit à cette mort.
Les Humphries meurt à l'âge de 67 ans le 26 décembre 2007 d'une crise cardiaque à la suite d'une pneumonie à l'hôpital de Basingstoke, en Angleterre. Sa mort n'est connue du public qu'en février 2008. Son urne est secrètement enterrée le 18 août 2008 dans sa ville natale d' Alton, Hampshire, à côté de sa mère, Kathleen Humphreys, décédée en 1986, en conclusion d'une dispute des proches sur le lieu de l'inhumation.

## Discographie

### Solo
- 1970 : Painting Pictures / Younger Days Have Gone (sous le nom de Napoleon Smith)
- 1970 : Walking Down Broadway (LP, Les Humphries and His Friends)
- 1970 : Pop Party (LP, Les Humphries and His Friends)
- 1971 : Super-Star-Sound – Piano Concerto (LP)
- 1971 : Megaton (LP, Megaton : John Lesley Humphreys, Jimmy Bilsbury)
- 1972 : Just My Way of Life (LP, Les Humphries and Friends)
- 1974 : Derrick Pt. 1 + Pt. 2 (Orchester Les Humphries)
- 1975 : It Must Be You / Semolina
- 1976 : Che Gama / I Am
- 1977 : Disco Boogie / Rapp’s Boogie (Gottfried & Les)
- 1978 : Sing, Sang, Song Singalong (LP, Les Humphries feat. Skye Blue)